# 愛知県道382号足山田大代線
愛知県道382号足山田大代線（あいちけんどう382ごう あしやまだおおじろせん）は、愛知県豊川市から岡崎市に至る一般県道である。この道路は途中、市境の山越え区間が未完成で、豊川市一宮地区から岡崎市額田地区にこの道を使って行くことはできない。

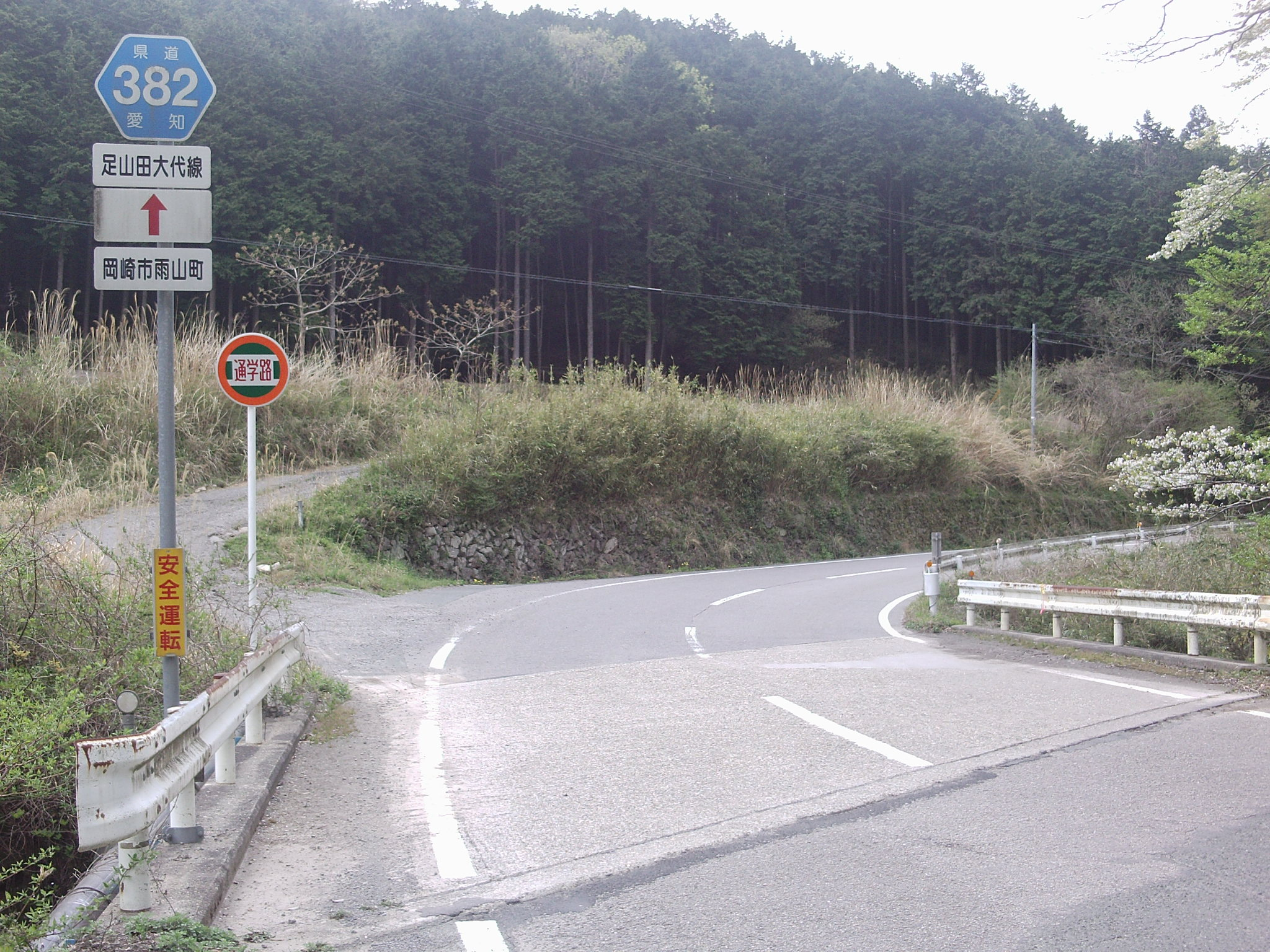
終点の大代町に近い場所。廃校となった岡崎市立大雨河小学校（現･雨山公民館）の通学路であった。かつては林業労働の集落であったが、現在は過疎地域。

## 概要

### 路線データ
- 起点：愛知県豊川市足山田町柴崎/上才原
- 終点：愛知県岡崎市大代町落合
- 現道延長
  - 豊川市足山田町柴崎 - 足山田町黒谷：約1.2㎞（実際は舗装路終点の約200m手前から防獣フェンスで遮断され通行不能）
  - 岡崎市雨山町 - 岡崎市大代町落合：約3.8㎞

未成区間は直線距離にして約1.6㎞程度で鞍部の標高は368m。市境の南方を新東名高速道路の本宮山トンネルが貫く。

## 沿革
- 1995年3月31日：一般県道一宮額田線として認定。
- 2007年4月1日：一般県道足山田大代線に改称。

## 通過する自治体
- 愛知県
  - 豊川市
  - 岡崎市

## 交差・接続する道路
- 愛知県道21号豊川新城線（豊川市足山田町柴崎：交差）
- 豊川市道足山田大木線（同：直進、宝陵高校方面）

この間に未開通区間あり
- 愛知県道334号千万町豊川線（岡崎市大代町落合：丁字交差）

## 沿線
- キャッスルヒルカントリークラブ（コース敷地が西側に隣接。玄関へのアクセスは県道21号約1.6㎞西方の足山田町小金から）
- 太平洋プレコン工業 愛知工場
- 黒谷池
- 雨山ダム（三和湖）